# 11 × 59 mm R Gras

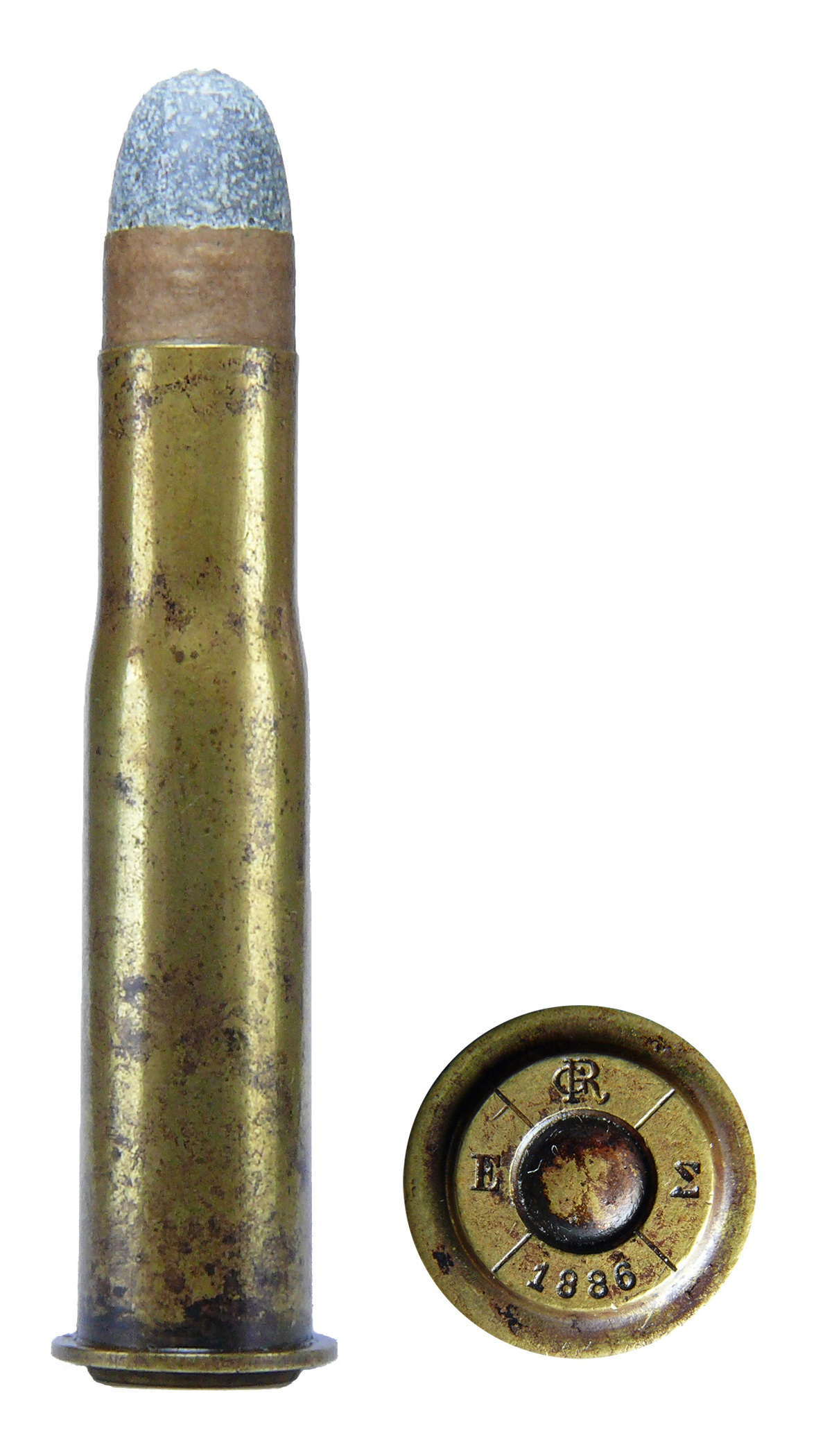
11×59mmR Gras

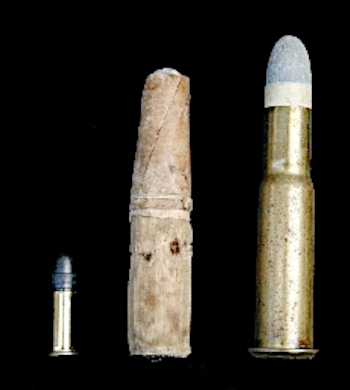
zleva: .22 LR; 11mm Chassepot; 11mm×59R Gras

11 × 59 mm R Gras, také 11 mm Vickers, byl prvním francouzským moderním puškovým nábojem s kovovou nábojnicí a středovým zápalem. 

## Historie
Po porážce v prusko-francouzské válce roku 1871 přijala Francie řadu reforem mezi nimi nahrazení jehlovky Fusil Chassepot mle 1866 modernější puškou. Chassepot využívající dosud papírové nábojnice byla nahrazena puškou Gras, která z ní přímo vycházela, ale používala již kovové nábojnice. K zavedení pušky Gras spolu s novým nábojem 11 × 59 mm R Gras proběhlo v roce 1874. V roce 1879 byl náboj vylepšen, když začal být plněn pomaleji hořícím prachem F3. V roce 1886 byl náboj u prvoliniových jednotek nahrazen modernějším bezdýmným 8 × 50 mm R Lebel. U druholiniových jednotek nebo v koloniích byl náboj dále využíván. V průběhu první světové války byl náboj vyráběn se zápalnou střelou pro boj proti upoutaným balonům a vzducholodím.

## Specifikace
Jedná se o náboj se středovým zápalem a zápalkou typu Berdan. Mosazná nábojnice má okraj a dno typu Mauser, nepříliš výrazný kužel a dlouhý krček. Nábojnice byla plněna černým prachem o hmotnosti 5,25 g. Olověná střela vážící 25 g s oblou špičkou a papírovým límečkem dosahovala úsťové rychlosti 455 m/s a energie 2 580 J.